# گل‌کوب آندامان
گل‌کوب آندامان (نام علمی: Dicaeum virescens) نام یک گونه از سرده گل‌کوب‌های اصلی است.